# Hyperhomala
Hyperhomala is een geslacht van rechtvleugeligen uit de familie sabelsprinkhanen (Tettigoniidae). De wetenschappelijke naam van dit geslacht is voor het eerst geldig gepubliceerd in 1831 door Serville.

## Soorten
Het geslacht Hyperhomala omvat de volgende soorten:
- Hyperhomala variegata Brunner von Wattenwyl, 1895
- Hyperhomala virescens Serville, 1831